# Széncsillag
A C típusú csillagok, vagy széncsillagok olyan, különleges csillagok, amelyek általában K vagy M színképtípusúak, az átlagosnál több szenet tartalmaznak ami miatt C betűvel jelölik őket. Színképükben többnyire C2, cián és szénhidrogén-gyök vonalak fordulnak elő, bennük a szén és az oxigén elemgyakorisága 4-5-ször nagyobb, mint a normális csillagok esetében. A szénvegyületek a spektrum kék részében az intenzitást jelentősen gyengítik, így ezek a csillagok vörösek.
Az R típusú csillagok felszíni hőmérséklete magasabb és inkább a K típusú csillagokra hasonlítanak, míg az N típusúak hidegebbek, fizikai tulajdonságaik miatt inkább az M csillagokhoz állnak közelebb. A széncsillagok többsége óriás vagy szuperóriás, de előfordulnak közöttük fősorozati csillagok (törpék) is.
Újabb kutatások szerint a korai univerzum galaxisai poranyagának nagy részét a széncsillagok juttatták a világűrbe.

## Osztályozásuk
A széncsillagokat több alosztályba soroljuk, megkülönböztetünk klasszikus (C-R, C-N) és nem klasszikus (C-J, C-H, C-Hd) osztályokat. A C-R, C-N és C-H osztályokat 1993-ban vezette be Philip Keenen a Morgan-Keenan osztályozási rendszer kiegészítésénél. Ehhez adták hozzá a C-J és C-Hd alosztályokat. Csak később vezették be a ma is használatos rendszert.
- C-R: Színképük alapján a késői G vagy a korai K színképtípusú csillagoknak felelnek meg. Néhány C-H típusú csillag kivételével a széncsillagok közül a legforróbbak. Színképük erős izotópsávokat mutat, az I. populációs csillagok közé tartoznak. A legelfogadottabb elméletek szerint vörös óriások. Ilyen csillag például az S Camelopardalis.
- C-N: A széncsillagok legjobban ismert alosztálya, mivel az egyedüli típus, amelyek – főként infravörös tartományban – könnyen detektálható. Színképük alapján a késői K és M csillagoknak felelnek meg. Színképük erős diffúz spektrumvonalakat mutat a látható kék tartományban. A ritka I. populációhoz tartoznak, elméleteink szerint az aszimptotikus óriáság (AGB) csillagai. Ilyen csillag például az R Leporis.
- C-J: a hideg C csillagok egyik alcsoportja, magas a 13C-tartalma. Színképük erős szénhidrogén-gyök és C2 sávokat mutat. Ilyen csillag például az Y Canum Venaticorum.
- C-H: A II. populáció fényes óriás csillagai, hasonlítanak a C-R csillagokhoz. Színképük erős abszorpciós CH-sávokat mutat. Többnyire kettős rendszerekben fordulnak elő. Ilyen csillagok például a V Arietis és a  TT Canum Venaticorum[3]
- C-Hd: HdC-csillagoknak is nevezik őket, rövidítésük a Hydrogen deficient C stars angol kifejezésből ered, tehát hidrogénhiányos fényes óriáscsillagok. Hasonlítanak a késői G típusú csillagokhoz, színképükben a hélium dominál, de előfordulnak benne CH és C2 színképsávok is. A ritka I. korongpopulációhoz tartoznak. Ilyen csillag például a HD 137613.